# Submisivita
Submisivita (z lat. sub-mittere, poddávat se) je sklon zaujímat podřízenou pozici v sociální hierarchii. Být submisivní znamená být ochotný se podřizovat tomu, kdo je dominantní, poslouchat jeho příkazy, nechávat rozhodnutí na něm a snaha ve všem mu vyhovět.
Submisivní bývají obvykle lidé, kteří jsou málo sebevědomí, nevěří si a spoléhají se na svého dominantního partnera, který sice má hlavní slovo, ale na něm také leží zodpovědnost, aby se staral o submisivního partnera.

## Historie submisivity
K úplným počátkům submisivity jako takové je téměř nemožné docílit, ovšem tento pojem prokazatelně můžeme najít ve spojitosti s náboženstvím, konkrétně u Islámu. Definici Islámu si můžeme také vyložit jako dobrovolná submisivita k vůli boží, což se dá najít i ve spoustě dalších náboženství, u kterých je submisivita pouze dobrovolná a je vnímána vůči nezpochybnitelnému bohu. Submisivita v náboženství se dá tak pokládat za první dochovaný důkaz submisivity. Vývoj submisivity ale dále pokračuje hlavně ve spojitosti se sexuálním životem a za největší důkaz se považuje BDSM. Je pravděpodobné, že BDSM jako takové už ve společnosti funguje od 18. století, možná ještě dříve. Úplné počátky BDSM (submisivity v sexuálních vztazích) můžeme ovšem najít v Kamasutře, v knize sexu. Submisivitu můžeme hojně hledat i v chování starověkých vládců, kteří sexuálním mučením a podobnými praktiky dokazovali jejich dominaci ve společnosti i sexuálním životě. Vědci ale také mylně tyto sexuální praktiky považovali za psychopatologii a domnívali se, že neprospívají stabilitě vztahu, to ovšem nikdy nebylo dokázáno a spíše se uvádí, že žádná spojitost tam není.

## Submisivita v partnerských vztazích

### Pohled biologickým esencialismem
Submisivita a dominance v partnerských vztazích značí míru nerovnosti, která panuje mezi partnery, tato nerovnost nadále determinuje rozložení moci mezi partnery. Postavení partnerů lze vysvětlit tzv. biologickým esencialismem, tento pohled nahlíží na partnery z biologického hlediska a přikládá submisivní a dominantní roli dle pohlaví. Ženě jsou přisuzovány vlastnosti něžnosti, emocionality a soucitnosti což lze označit za roli ženské submisivity. Naopak u mužů pozorujeme charakterové rysy jako odolnost, sílu a rozhodnost neboli rysy mužské dominance. Tyto role přímo souvisí s následnými potřebami novorozeného dítěte, kde se vlastnosti ženy promítají do nezbytných vlastností pečujícího partnera – matky. Muž – otec následně zajišťuje potřeby dítěte již více samostatného.

### Pohled individuální determinace
Na submisivní roli v partnerských vztazích lze ovšem nahlížet také z pohledu individuální determinace, kdy role partnerů nejsou určeny biologickými či genderovými předpoklady ale individuální povahou jedince. V tomto případě může submisivní roli zaujmout muž a dominantním partnerem se může stát žena. Přijetím takto „opačných“ rolí dochází k odklonu od tradičního partnerského postavení.

## Sexuální submisivita, dominance
Sexuální dominance je projev nadvlády, převahy jednoho partnera nad druhým při pohlavním styku či sexuálních hrách. Protějškem je submisivita, neboli projevy poslušnosti a podřízenosti partnera. Osoby zaujímají roli dominy/dominanta či submisiva. Tzv. „switchující“ jedinci pak zaujímají střídavě obě role.

### D/s (dominance a submisivita v sexu)
Osoby s „D/s“ zaměřením pociťují silné sexuální vzrušení když prožívají pocit, že jsou vůči svému sexuálnímu protějšku velmi nadřazeni či podřízeni.

### Hraní rolí
Jeden ze znaků D/s jedinců, partneři zvolí konkrétní submisivní nebo dominantní roli, mezi nejběžnější patří například role „paní“ a „otrok“, nebo „učitel“ a „studentka“. V rámci své role osoby přehánějí a zdůrazňují určité situace a děje, které souvisejí se zvolenými rolemi. Například „učitel kontroluje domácí úkoly studentky“, „paní trestá provinilého otroka“.

### Konsenzualita
Dobrovolný souhlas je pro vstup do dominantně-submisivní hry nezbytný, stejně jako dodržování určitých limitů a předem stanovených dohod. Obojí omezuje nebezpečí nechtěného přehnaného násilí či ublížení na zdraví a na životě.